# Garth Davis
Garth Davis (23 de septiembre de 1974) es un director de cine y guionista australiano. Comenzó dirigiendo series de televisión y anuncios comerciales. Entre otras, dirigió la serie Top of the Lake (2013), por la que recibió un premio Emmy y una nominación a los BAFTA. En 2008, ganó un León de Oro en el Festival Internacional de la Creatividad Cannes Lions.
En 2016 dirigió para The Weinstein Company la película Lion, su debut como director, que se estrenó en el Festival Internacional de Cine de Toronto. La película fue nominada a seis Premios Óscar en la 89.ª edición de los Premios de la Academia, incluyendo el de Mejor película.

## Trayectoria
En octubre de 2013, Warner Bros. contrató a Davis para dirigir la adaptación de Shantaram, a pesar de que tardó en estrenarse por problemas no desvelados. En enero de 2016, Davis fue contratado para dirigir la película María Magdalena, una cinta biográfica escrita por Helen Edmundson.
Vive en Australia con sus tres hijos y su esposa, Nicola Lester.

## Filmografía
Cine
| Año  | Título          | Nota(s)                                        |
| ---- | --------------- | ---------------------------------------------- |
| 2000 | P. I. N. S.     | Director de fotografía                         |
| 2003 | Alice           | Cortometraje                                   |
| 2016 | Lion            | Nominada a Mejor película en los Premios Óscar |
| 2018 | María Magdalena |                                                |
| 2023 | Foe             | También guionista y productor                  |

Televisión
| Año  | Título          | Nota(s)     |
| ---- | --------------- | ----------- |
| 2006 | Love My Way     | 3 episodios |
| 2013 | Top of the Lake | 4 episodios |

## Premios y nominaciones
Premios del Sindicato de Directores
| Año  | Categoría              | Trabajo | Resultado |
| ---- | ---------------------- | ------- | --------- |
| 2017 | Mejor dirección        | Lion    | Nominado  |
| 2017 | Mejor primer dirección | Lion    | Ganador   |

Premios Primetime Emmy
| Año  | Categoría                                                   | Trabajo         | Resultado |
| ---- | ----------------------------------------------------------- | --------------- | --------- |
| 2013 | Mejor dirección - Miniserie, telefilme o especial dramático | Top of the Lake | Nominado  |